# Лонг, Роберт Баллард
 Генерал-лейтенант Роберт Баллард Лонг (4 апреля 1771, Чичестер — 2 марта 1825, Вестминстер, Лондонское графство) — офицер британской и ганноверской армий, который, несмотря на длительную службу во время французских революционных и наполеоновских войн, так и не смог добиться высокого звания из-за своей резкой манеры общения с начальством и недостатка тактического мышления. Хотя он оставался командиром кавалерии в Пиренейской войне между 1811 и 1813 годами, его начальник, британский командир Веллингтон разочаровался в способностях Лонга. Своё мнение Веллингтон никогда не выражал напрямую, хотя, когда принц-регент начал интриги, чтобы заменить Лонга в качестве командира кавалерийской бригады своим фаворитом Колкухуном Грантом, Веллингтон явно не предпринял никаких усилий, чтобы сохранить Лонга. Другие старшие офицеры, в том числе сэр Уильям Бересфорд и герцог Камберлендский, выражали своё недовольство способностями Лонга. Знаменитый историк и ветеран Пиренейской войны сэр Уильям Нейпир подверг резкой критике Бересфорда в качестве командующего армией во время кампании Ла-Альбуэра; при этом он использовал мнение Лонга как часть своей аргументации. Публикация работ Нейпира привела к длительному и острому спору в печати между Бересфордом и его сторонниками с одной стороны, и Нейпиром и племянником Лонга Чарльзом Эдвардом Лонгом (Лонг умер до того, как спор вышел на публику) с другой. Действия Лонга в качестве генерала кавалерии получили более благоприятные комментарии в ревизионистском отчёте Иэна Флетчера о британской кавалерии в наполеоновский период.

## Начало жизни и ранняя военная карьера
Лонг родился старшим из сыновей-близнецов у ямайского плантатора Эдварда Лонга и его жены Мэри в Чичестере в 1771 году. Лонг получил надлежащее образование, посещая школу доктора Томсона в Кенсингтоне до девяти лет, а затем был отправлен в школу Хэрроу до 18 лет (до 1789 года). После изучения военной теории в Гёттингенском университете в течение трёх лет, в 1791-м году Лонг был введён в состав 1-й Королевской драгунской гвардии в звании корнета. С помощью значительных финансовых ресурсов своей семьи Лонг был назначен капитаном в ноябре 1793 года и служил со своим полком во Фландрии во время неудачной кампании герцога Йоркского во Фландрии. Зимой 1794/95 года Лонг покинул свой полк и был прикреплён к штабу генерала сэра Джорджа Дона во время отступления в Германию и возвращения в Англию.

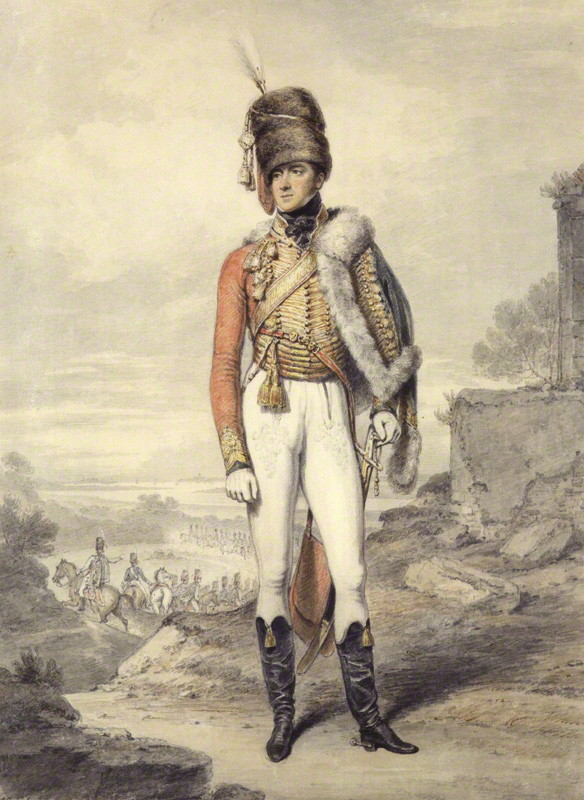
Форма полковника британских гусар, около 1807 года (портрет Генри, лорда Педжета, позднее 1-й маркиз Англси)

После прибытия Лонг провёл время в качестве адъютанта генерала сэра Уильяма Питта, который командовал обороной Портсмута, и их дружба хорошо послужила Лонгу в его будущей карьере. Однако к середине 1796 года Лонг был снова переведён, присоединившись к ганноверской армии сначала в качестве офицера запаса в «Йоркских рейнджерах», а затем во главе конных стрелков Хомпеша с патентом на офицерский чин, который он приобрёл у самого барона Хомпеша за 2000 фунтов стерлингов. Этот полк, среди прочих, был отправлен под командованием сэра Джона Мура для подавления ирландского восстания 1798 года; Лонг служил в городе Уэксфорд.
По окончании восстания Лонг служил в йоркском гусарском полку, ещё одном ганноверском кавалерийском подразделении в Уэймуте, вплоть до Амьенского мира. После этого он учился в старшем отделении нового Королевского военного колледжа в Хай-Уикоме, где он подружился со его лейтенантом-губернатором Джоном Ле Маршаном, а когда вновь начались военные действия, он присоединился к 16-му полку лёгких драгун в качестве подполковника, переведясь 1805 году в 15-й полк лёгких драгун под командование герцога Камберленда. Именно там произошёл один из первых скандалов, когда Лонг почти сразу же поссорился с Камберлендом. Ситуация ухудшилась настолько, что оба пытались командовать полком, не советуясь друг с другом, что привело к многолетней вражде между ними. Частично их причиной было то, что Лонг возражал против склонности Камберленда к чрезмерным телесным наказаниям, таким как «пикетирование». Лонг находился в полку в течение двух лет, в течение которых полк был преобразован в гусарский. В конце концов название тоже изменилось, став «15-й Королевский лёгкий драгунский (гусарский)». Лонг часто упоминается в анонимно изданной книге «Рассказы моего сабреташа». Автор, сержант 15-го полка лёгких драгун, относился к Лонгу с большим пиететом, описывая его как прекрасного командира. Он приписывал практически все преимущества в организации и подготовке своего полка над остальной частью британской кавалерии исключительно инициативам Лонга.

## Пиренейская война
В 1808 году, после отправки армии сэра Джона Мура в Испанию, Лонг снова подал заявку на должность и был встречен своим бывшим командиром, который к моменту прибытия Лонга готовился к отчаянным арьергардным боям в битве при Ла-Корунья. Лонг не командовал во время битвы, а вместо этого служил в штабе своего командира, предположительно присутствуя при смерти Мура. Вернувшись в Англию, Лонг вскоре принял участие в катастрофической голландской экспедиции лорда Четэма в качестве генерал-адъютанта. Кампания закончилась полным провалом из-за плохой разведки и нехватки снабжения, сильного дождя, отчаянного сопротивления французов и смертоносной эпидемии болезни, которая в то время называлась «агу» (ague) (с большой долей вероятности малярия), которая убила бо́льшую гарнизона города Флашинг (Флиссинген).

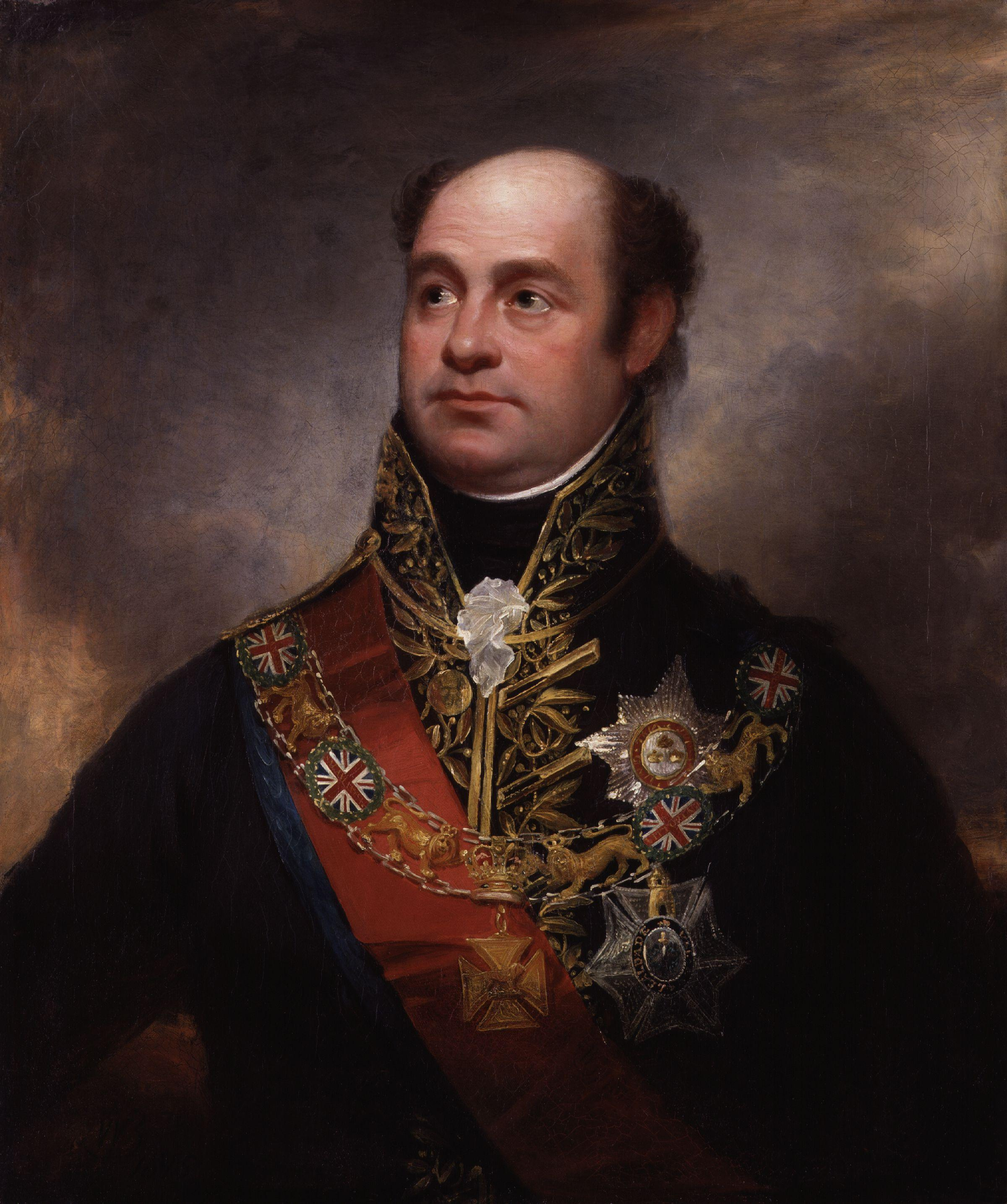
Уильям Карр Бересфорд

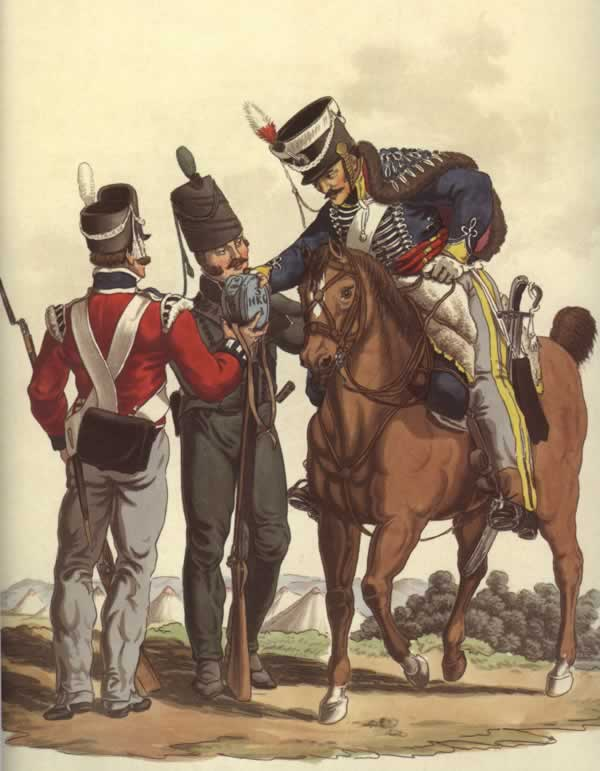
Справа — гусар Королевского германского легиона; Лонг командовал ими в Элваше и, с бо́льшим успехом, при Арройо дос Молинос

В 1810 году Лонг вернулся на действительную службу, вступив в армию Веллингтона на Пиренеях. Он принял командование кавалерией (одна британская бригада, одна португальская бригада и британский полк без бригад) армии сэра Уильяма Бересфорда во время действий, сопровождающих первую осаду союзниками Бадахоса. Лонг принял командование кавалерией 21 марта 1811 года, всего за четыре дня до того, как они должны были вступить в бой. Конная стычка в Кампу-Майор 25 марта 1811 года породила массу споров. Бересфорд считал, что Лонг потерял контроль над своей лёгкой кавалерией, которая десять километров преследовала бегущую французскую кавалерию, пока не оказалась в пределах досягаемости крепостных орудий Бадахоса. Историк Чарльз Оман позже присоединился к Бересфорду, назвав действия в Кампу-Майор безрассудными, хотя и не называя Лонга. Бересфорд также утверждал, что его личное командование тяжёлыми драгунами помешало Лонгу приказать им предпринять попытку самоубийственной атаки против французских пехотных каре. Тем не менее, армия в целом считала иначе и встала на сторону 13-го лёгкого драгунского полка, преследовавшего французов. Погоня состоялась после того, как 13-й совершил героическую атаку, в результате которой разгромил не менее шести вражеских эскадронов, сам имея только два с половиной эскадрона. В отличие от Омана, историк сэр Джон Фортескью писал: «Тринадцатый полк, в котором было не более двухсот человек, и который в одиночку победил врага вдвое или втрое сильнее, трудно перехвалить». Лонг считал (и был впоследствии поддержан в этом историком Уильямом Нейпиром), что если бы Бересфорд дал британской бригаде тяжёлых драгунов свободу действий, он мог бы заставить всю французскую колонну сдаться. Это было началом крайне напряжённых отношений между Бересфордом и Лонгом. В последующем столкновении в Лос-Сантосе 16 апреля 1811 года Лонгу удалось уберечь от потерь тяжёлых драгунов под своим командованием и нанести существенный урон 2-му гусарскому полку французов. В двух следующих битвах Лонгу было приказано воздержаться от боя, хотя и сковывая французов своими манёврами, хотя Лонг утверждал, что ему было приказано просто отступить на определённую позицию, не упоминая о задержке наступления французов. Каждый раз Лонг отходил слишком быстро и давал французам время для ответных действий; эти очевидные промахи расстроили Бересфорда настолько, что в день битвы при Ла-Альбуэра он решил воспользоваться тем, что Лонг был младше по званию, чем союзные испанские кавалерийские генералы, и освободил Лонга от командования, заменив его более старшим по званию генералом Уильямом Ламли. Лонг впоследствии принял достойное участие в битве, хотя и под командованием Ламли. Лонг также служил под его командованием в битве при Усагре 25 мая 1811 года, когда британская кавалерия успешно заманила в ловушку у моста два полка французских драгун, нанеся им серьёзный урон.
Лонг принял командование лёгкой кавалерийской бригадой в июне 1811 года, после его повышения до генерал-майора; его войска были вовлечены в перестрелку возле Элваша, где французами был захвачен пикет численностью около пятидесяти человек из 11-го лёгкого драгунского полка (сбежал только один человек). Веллингтон присутствовал при этом и сделал Лонгу очень строгий выговор, после чего его карьера фактически заглохла. На этом этапе политические друзья Лонга были, однако, слишком сильны, чтобы позволить отстранить его от действительной службы, и поэтому Лонг сохранил командование бригадой. Он командовал кавалерией под началом сэра Роланда Хилла в Арройо дос Молинос, где целая французская пехотная дивизия и несколько кавалерийских полков были пойманы в ловушку и уничтожены как боевые единицы. Кавалерия Лонга атаковала и разбила французскую кавалерию и захватила более 200 человек плюс три артиллерийских орудия (генерал Брон, командующий французской кавалерией, и принц Аремберг, командующий 27-м шассёрским полком, также были взяты в плен).
В битве при Витории в 1813 году Лонг командовал бригадой (состоящей из одного полка — 13-го лёгкого драгунского). Он сражался в битве при Пиренеях позже в том же году. Когда 25 июля 1813 года была начата крупномасштабная атака маршала Сульта через Пиренеи, она застала силы Веллингтона врасплох. Бригада Лонга стала жизненно важной связью между двумя главными подразделениями англо-союзных войск. Именно в этой ситуации Лонг сослужил самую важную службу в своей военной карьере. Генерал Лоури Коул направил Веллингтону сообщение о том, что французская армия, насчитывающая около 35 000 человек, вынудила его покинуть оборонительную позицию и что он отступает. Депеша попала в руки Лонга, и он по собственной инициативе вскрыл её и сделал копию для отправки своему непосредственному начальнику сэру Роланду Хиллу. Затем Хилл отправил её Веллингтону, который недавно перенёс свою штаб-квартиру. Первоначальная копия отправилась в предыдущую штаб-квартиру Веллингтона и не достигла его в тот вечер. Дальновидные действия Лонга позволили Веллингтону вовремя среагировать на передвижения Сульта; если бы Веллингтон узнал об этом с задержкой, результаты для армии союзников могли бы быть самые катастрофические.

## Окончание службы

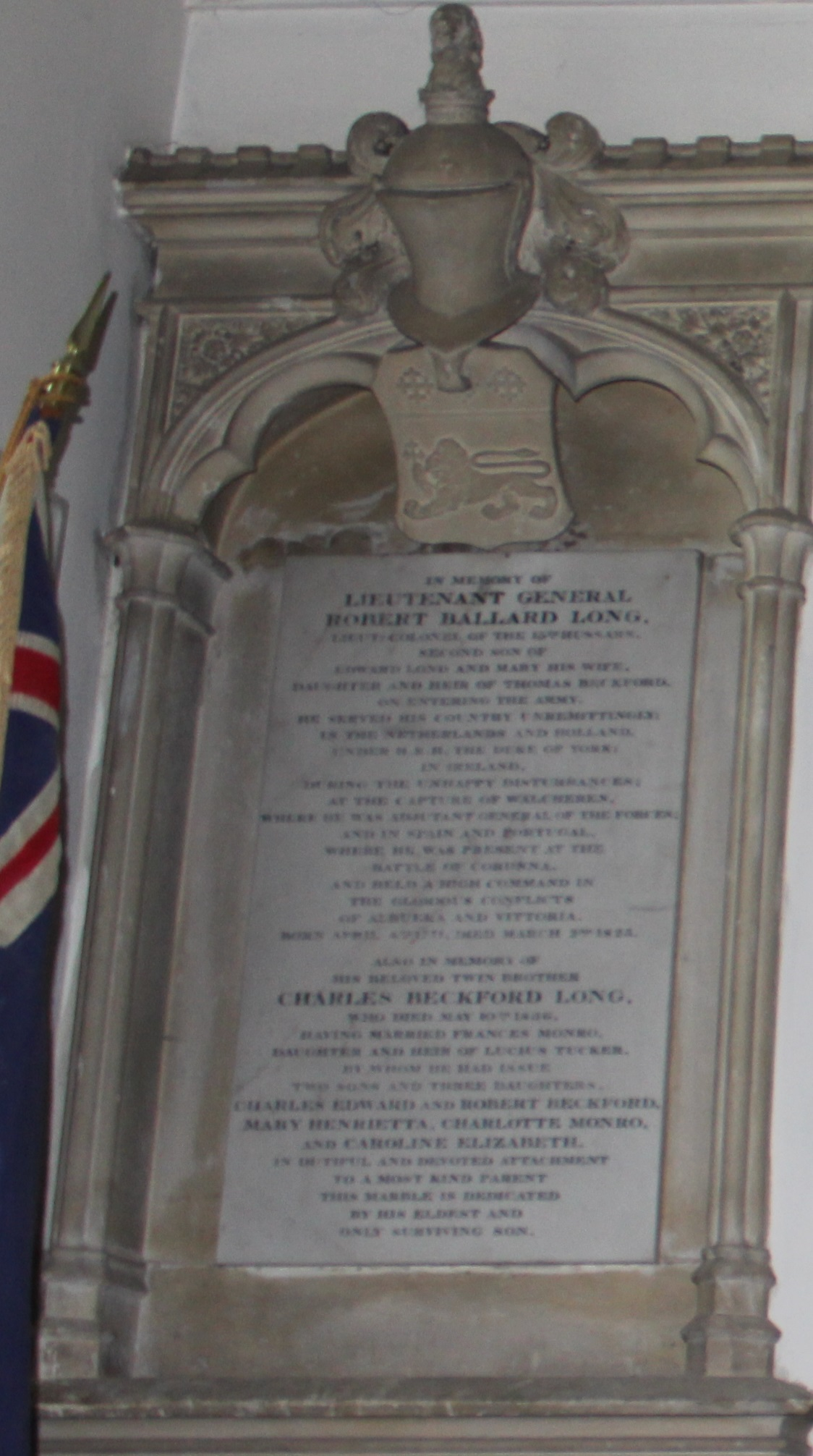
Памятник в церкви Святого Лоуренса, Сил

Последний раз Лонг участвовал в битве во время осады Памплоны, после чего герцог Йоркский с согласия Веллингтона отозвал его в Англию. Лонг переписывался с Веллингтоном, который заверил его, что Лонга отозвали не по его просьбе. Лонг подозревал, что принц-регент инспирировал его отзыв, чтобы освободить пост командующего бригады для своего фаворита, Колкухуна Гранта (известного как «Чёрный великан»). Грант был также близким другом герцога Камберлендского, что также должно было вызвать недовольство Лонга. Лонг отказался от предложенной должности командира дивизии в Шотландии и презрительно удалился в своё поместье в Барнс Террас в Суррее.
Как офицеру, Лонгу была назначена пенсия; в 1821 году он был повышен до генерал-лейтенанта. Однако после его публичных междоусобиц с двумя принцами королевского признания можно было не ждать, и Лонг, в отличие от многих его современников, не был ни посвящён в рыцари, ни награждён титулом. Он умер бездетным в 1825 году в своём лондонском доме на Беркли-сквер и был похоронен в семейном склепе в Силе, в графстве Суррей.

## Наследие
После его смерти его племянник Чарльз Лонг, известный учёный и историк, написал несколько памфлетов, защищающих репутацию своего дяди и критикующих его врагов, особенно Бересфорда; обмен памфлетами и письмами между Чарльзом Лонгом и противниками его дяди продолжался вплоть до 1830-х годов.
Роберт Лонг был добросовестным и смелым офицером, чья репутация пострадала в результате определённых недостатков характера. Хотя его послужной список кавалерийского генерала и был довольно пёстрым, он внёс значительный вклад в ряд побед, в том числе в Лос-Сантос, Усагре и Арройо дос Молинос. Достойно сожаления то, что его помнят главным образом за продолжительные раздоры, вызванные его действиями в Кампу-Майор.
Среди своих подчинённых он, судя по всему, был популярной и уважаемой фигурой; он отказался допустить, чтобы выговор Веллингтона в отношении 13-го лёгкого драгунского полка за действия при Кампу-Майор был занесён в официальные документы полка. От рядовых он получил ласковое прозвище «Бобби Лонг». Офицеры и солдаты 13-го лёгкого драгунского выказали своё уважение к нему, добровольно подписавшись на покупку серебряного набора для Лонга, когда он был отстранён от командования бригадой.
Лонг, судя по всему, никак не мог избежать враждебных конфликтов со своим начальством. Когда он сделал своими личными врагами двух королевских принцев (оба впоследствии стали королями) и фельдмаршала (хотя и на португальской службе), карьера и репутация Лонга неизбежно пострадали. Примером менее привлекательной стороны характера Лонга является способ, которым он намеренно раздражал Бересфорда после Кампу-Майор. Лонг изводил Бересфорда, требуя разъяснения в мельчайших деталях практически каждого данного ему приказа. Лонг, казалось, не осознавал, что были войны, в которых он не мог победить. Бересфорд был старшим офицером, обладавшим всей полнотой власти. Действия Лонга имели неприятные последствия, когда Бересфорд при первой же возможности сменил его на посту командующего кавалерией.
Лонг регулярно писал письма, особенно своему брату-близнецу Чарльзу. Написанные живым языком письма времён Пиренейской войны были собраны, отредактированы и опубликованы в 1951 году. Они дают ценную информацию об армии Веллингтона, особенно кавалерии.

## Для дальнейшего чтения
- Наследующие Землю: 500-летняя история семьи Лонга в Уилтшире; Шерил Николь